# Centrodora merceti
Centrodora merceti är en stekelart som beskrevs av Mercet 1930. Centrodora merceti ingår i släktet Centrodora och familjen växtlussteklar.
Artens utbredningsområde är Spanien. Inga underarter finns listade.